# Municipio de Cadogan
El municipio de Cadogan (en inglés: Cadogan Township) es un municipio ubicado en el condado de Armstrong en el estado estadounidense de Pensilvania. En el año 2000 tenía una población de 390 habitantes y una densidad poblacional de 160.2 personas por km².

## Geografía
El municipio de Cadogan se encuentra ubicado en las coordenadas 40°45′04″N 79°34′35″O / 40.75111, -79.57639.

## Demografía
Según la Oficina del Censo en 2000 los ingresos medios por hogar en la localidad eran de $27,778 y los ingresos medios por familia eran $37,917. Los hombres tenían unos ingresos medios de $31,875 frente a los $20,625 para las mujeres. La renta per cápita para la localidad era de $16,122. Alrededor del 5,4% de la población estaban por debajo del umbral de pobreza.